# Крикун, Анатолий Васильевич
Анато́лий Васи́льевич Крику́н (24 марта 1948, Тарту, Эстонская ССР, СССР) — советский эстонский баскетболист. Рост — 189 см. Мастер спорта международного класса (1969).
В 1965—1977 годах выступал за «Калев» (Тарту), в 1978—1986 — за «Стандард» (Таллин).
Окончил Тартуский университет.
C 1991 года живёт и работает в Финляндии. Преподает физвоспитание в бизнес-колледже.

## Достижения
- Бронзовый призёр ОИ-68
- Бронзовый призёр ЧМ-70
- Чемпион Европы 1967
- Чемпион Универсиады 1970
- Серебряный призёр чемпионата СССР 1967
- Серебряный призёр IV (1967) и бронзовый призёр V (1971) Спартакиад народов СССР.